# Astérix en los Juegos Olímpicos (película)
Astérix en los Juegos Olímpicos (Astérix aux Jeux Olympiques) es una coproducción alemana, española, francesa e italiana, de Frédéric Forestier y Thomas Langmann basada en la historieta homónima. Fue estrenada el 8 de febrero de 2008, y en ella aparecen actores como Gérard Depardieu, Alain Delon, Clovis Cornillac, y Santiago Segura.

## Argumento
Para conquistar a la princesa Irina, el guerrero Lunatix desafía al hijo de César, Brutus, que también busca el amor de la princesa. Ambos se medirán en los Juegos Olímpicos en Grecia por ella. En los Juegos Olímpicos, con ayuda de la poción intentarán ganar todas las modalidades.

## Reparto
- Clovis Cornillac como Astérix
- Gérard Depardieu como Obélix
- Mónica Cruz como Esmeralda
- Alain Delon como César
- Benoît Poelvoorde como Brutus
- Vanessa Hessler como Irina
- Santiago Segura como Doctormabus
- José Garcia como Couverdepus
- Stéphane Rousseau como Lunatix
- Jamel Debbouze como Numerobis
- Michael Schumacher como Michael
- Adriana Karembeu como Agecanonix
- Zinedine Zidane como Numerodis
- Tony Parker como Tonus Parker
- Eduardo Gómez como Cetautomatix

## Rodaje
La película fue rodada en la Ciudad de la Luz en Alicante, además de en otras localidades de la provincia, como Petrel y Agost, y de la provincia de Almería.

## Doblaje en España
Versión en español:
- Luis Posada: Astérix
- Camilo García: Obélix
- Jordi Royo: Julio César
- Juan Antonio Soler: Bruto
- Óscar Muñoz (doblador): Lunatix
- Marta Barbará: Princesa Irina
- José Javier Serrano: Mordicus
- Joaquín Díaz Muntané: Abraracúrcix

## Caricaturas del cómic
René Goscinny y Albert Uderzo aparecen en la pared detrás de los encargados de apuntar a los competidores, con sus nombres abajo en «griego».